# لی هی هیانگ
لی هی هیانگ (انگلیسی: Lee Hwi-hyang؛ زادهٔ ۱ اکتبر ۱۹۶۰) بازیگر سینما، و بازیگر اهل کره جنوبی است.